# Erasmus Kittler
Erasmus Kittler (Schwabach, 25 juni 1852 – Darmstadt, 14 maart 1929) was een Duits natuurkundige en pioneer op het gebied van elektrotechnisch onderwijs in Duitsland.

## Biografie
Kittler werd geboren in Schwabach nabij Neurenburg als zoon van de kleermaker Philipp Michael Kittler en diens echtgenote Dorothea. Tussen 1871 en 1874 werkte hij als basisschoolleraar in Neurenburg. Daarnaast bereidde hij zich voor op zijn toelatingsexamen, die hij in 1875 in Neurenberg passeerde. In 1875/76 volgde hij een studie in de wis- en natuurkunde aan de Technische Hogeschool (TH) in München en aan de universiteit van Würzburg. Na het behalen van zijn leraarexamen in 1879 werd hij assistent aan het Fysikalisch-instituut van de TH München bij Wilhelm von Beetz. Hij promoveerde in 1880 en een jaar later behaalde hij zijn habilitatie. In 1883 was hij werkzaam als privaatdocent.
In het jaar 1882 richtte de Technische Hogeschool van Darmstadt 's werelds eerste leerstoel voor elektrotechniek op. In datzelfde jaar vond, in navolging van die in Parijs van 1881, in München een internationale elektriciteitstentoonstelling plaats. Kittler werd door Von Beetz gevraagd om voor deze tentoonstelling meetinstrumenten te ontwikkelen en te demonstreren. Fysicadocent Dorn van de TH Darmstadt raakte hiervan zo onder de indruk dat hij Kittler vroeg om naar Darmstadt te komen om aldaar deze leerstoel te gaan bezetten. Kittler accepteerde de aanstelling en begon zijn werkzaamheden in oktober 1882. In januari 1883 richtte hij een eenvoudig elektrotechnisch laboratorium in voor zijn practicumlessen. Onder zijn leiding zou deze leerstoel een belangrijke voortrekkersrol gaan spelen en de eerste elektrotechnische ingenieurs opleiden. 
Hij doorspekte het lesprogramma in Darmstadt met zaken die hij in de praktijk tegenkwam. Naast docent was hij een veelgevraagd adviseur bij de bouw van elektriciteitscentrales en de aanleg van elektriciteitsvoorzieningen en stuitte daarbij op allerlei praktische problemen. In 1887 werd hij benoemd tot lid van de Deutsche Akademie der Wissenschaften Leopoldina. Naast zijn werkzaamheden als docent was hij betrokken bij de bouw van een elektriteitscentrale voor de elektrische verlichting in Darmstadt en was hij doorslaggevend bij de aanleg van de bijbehorende elektriciteitsvoorziening.
Tot Kittlers bekendste studenten behoorden Michail Doliwo-Dobrowolski, Carl Hering, Clarence Feldmann, Waldemar Petersen en Leo Pungs. Ook is hij auteur van "Handbuch der Elektrotechnik", het eerste Duitse standaardwerk over de elektrotechniek.
Kittler ging in 1915 met emeritaat. Ter gelegenheid van zijn pensionering kende de TH Darmstadt hem een eredoctoraat toe. Hij overleed op 14 maart 1929 en werd begraven op het Waldfriedhof in Darmstadt.